# Sci nautico agli XI Giochi sudamericani - Salto femminile
Il concorso di salto femminile ai XI Giochi sudamericani si è svolto il 1º giugno 2018 e vi hanno preso parte 8 atleti.

## Medaglie
| Posizione | Atleti                  | Paese |
| --------- | ----------------------- | ----- |
| Oro       | Valentina González      | Cile  |
| Argento   | María Alejandra de Osma | Perù  |
| Bronzo    | Andrea Tejada           | Perù  |

## Risultati

### Finale
| Pos. | Atleta                       | Nazionalità | Metri |
| ---- | ---------------------------- | ----------- | ----- |
|      | Valentina González           | Cile        | 40    |
|      | María Alejandra de Osma      | Perù        | 38.2  |
|      | Andrea Tejada                | Perù        | 30.5  |
| 4    | Terhi Erika Gisler Englander | Argentina   | 28.4  |
| 4    | Violeta Mociulsky            | Argentina   | 26.4  |
| 6    | Daniela Verswyvel Garcia     | Colombia    | 19.6  |